# Up All Night Tour
A Up All Night Tour foi a primeira turnê da boy band britânica One Direction em suporte ao seu álbum de estreia, Up All Night (2011). A turnê teve início em dezembro de 2011, sendo a primeira turnê solo da One Direction desde que a boy band foi formada na sétima temporada do programa The X Factor, e assinada pela Syco Records. A turnê foi anunciada em setembro de 2011, com datas marcadas apenas pelo Reino Unido e Irlanda. Tendo a Modest! Management como intendente oficial da turnê, a Up All Night Tour tinha o apoio de uma banda, além do apoio das avalistas criativas Caroline Watson e Lou Teasdale. Depois de concluída a primeira parte da turnê, devido a grande demanda internacional, a turnê se expandiu com datas marcadas na Oceania e América do Norte. O repertório incluía os hits de seu álbum de estreia e mais cinco covers. A incrível presença de palco dos meninos e a impressionante capacidade dos mesmo de cantar foi muito elogiada pelos críticos. A Up All Night Tour foi um sucesso na certa, chegando a ter várias apresentações marcadas em um único dia e em um mesmo local. O DVD da turnê foi gravado no dia 3 de janeiro de 2012 no International Centre em Bournemouth, Inglaterra. Além de documentar todo show, o DVD inclui extras como Backstage além dos clipes de Gotta Be You, What Makes You Beautiful e One Thing. Lançado em maio de 2012 O DVD foi um sucesso global atingindo a primeira posiçao em mais de 25 países e estabelecendo um record nunca visto na história dos charts americanos. Em meados de agosto 2012, o Up All Night: The Live Tour já tinha vendido mais de um milhão de cópias ao redor do mundo.

## Acontecimentos

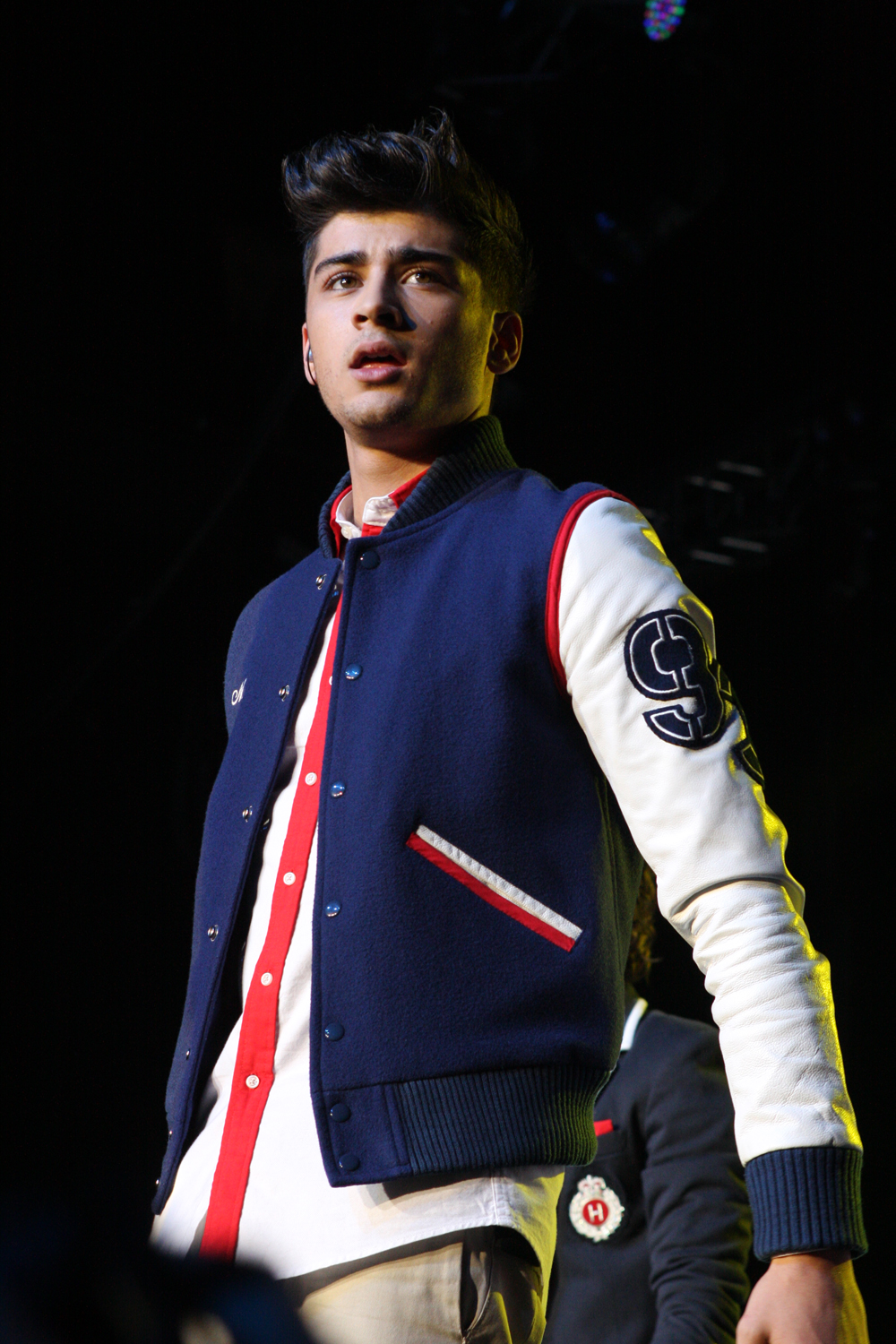
Zayn Malik em Sydney

Depois de terem terminado em terceiro lugar na sétima edição do The X Factor em 2010, a One Direction assinou contrato com a Syco Music. O grupo e mais nove ex-participantes do programa participaram da The X Factor Live Tour em 2011 que se desenrolou durante os meses de fevereiro e abril. Enquanto estavam em turnê, o grupo anunciou que eles estariam embarcando em sua primeira turnê em "breve".
A Up All Night Tour, foi anunciada oficialmente em 27 de setembro de 2011. Marcada Para acontecer entre Dezembro de 2011 e Janeiro de 2012, a turnê em suporte ao seu álbum de estreia Up All Night começaria no dia 18 de dezembro em Watford, Inglaterra, e estava prevista para terminar dia 26 de janeiro de 2012 em Belfast, na Irlanda do Norte. O grupo anunciou a turnê pouco tempo depois de lançarem seu primeiro single, What Makes You Beautiful. O sucesso foi tão grande que shows no Reino Unido e na Irlanda se esgotaram em menos de 10 segundos, quase que instantaneamente apresentações adicionais foram marcadas, além de shows na Austrália e Nova Zelândia. Em fevereiro de 2012 a One Direction anunciou que a Up All Night Tour teria suas primeiras datas na Oceania, com apresentações marcadas em cidades como Sydney, Brisbane, Melbourne, Auckland e Wellington. Enquanto estavam promovendo a turnê, Liam Payne disse que o grupo queria fazer da mesma uma turnê mundial. Antes do início da turnê a banda ensaiou em Watford. Assim que a primeira parte da turnê se encontrava encerrada, a One Direction se juntou com a banda Big Time Rush como o ato de abertura para a Better With You Tour.
Entre as pausas da turnê, o grupo aproveitou para promover o seu álbum nos Estados Unidos. Depois de uma aparição no The Today Show, o Up All Night foi lançado em território americano dando assim a One Direction o status de primeira boy band inglesa a ter seu álbum de estreia no topo da Billboard 200. Com isso o grupo estendeu a sua turnê 2012, adicionado datas na América do Norte. Pouco tempo depois, foi anúnciado que o cantor britânico Olly Murs estaria se juntando aos meninos como ato de abertura da parte americana da turnê.

## Recepção

### Resposta da crítica
Os shows na Inglaterra e Irlanda receberam avaliações mistas dos críticos. Kitty Empire (The Observer) não ficou impressionado com o show no Windsor Hall. Empire escreveu, "É fácil tirar sarro de uma boy band, mas sempre vale a pena considerando seu apelo. Não é preciso dizer que a One Direction é sofisticada e muitas vezes sem graça. Com exceção de seu hit single, "What Makes You Beautiful", suas músicas não são amplamente distintivas". Para show no HMV Hammersmith Apollo em Londres, James Robertson (Daily Mirror) deu uma crítica positiva a banda. Ele declara, "A arena se sacudiu com arrepios, gritos histéricos e (se tivessem janelas no local) barulho de vidros se estilhaçando seriam ouvidos. Enquanto cantavam a sua música de abertura intitulada "Na, Na, Na". Era impossível dizer qual dos garotos era o preferido da plateia, mas os gritos incessantes vieram quando Niall tocava seu violão enquanto eles cantavam um solo ao redor de uma figueira artificial". Outra critica positiva foi feita por Alexandra Ryan (Evening Herald) dessa vez para show realizado no O2 em Dublin. Ela diz, "ELES vieram, viram e conquistaram. Sonhos se tornaram realidade para várias fãs irlandesas quando seus ídolos pop a boy band britânica One Direction subiu ao palco no The O2. Enxames de gritos vindo de mais de 14,000 garotas histéricas ecoavam sobre as paredes da arena ontem a noite quando Louis, Zayn, Harry, Liam e o adolescente de Mullingar Niall Horan subiram ao palco para mais um show esgotado."
Com o avanço da turnê pela Oceania e América do Norte, muitos críticos ressaltaram a popularidade da banda e a habilidade dos mesmos para cantar. Durante o Show em Sydney realizado no Hordern Pavilion, Mike Wass (Idolator) sentiu o surpreendente esforço realizado pela One Direction com o cover de Use Somebody do Kings of Leon, provando assim que os garotos eram mais do que capazes de segregar suas musicas. Cameron Adams (Herald Sun) escreveu uma crítica positiva pelo show em Melbourne na Hisense Arena. Ele estata que a One Direction representou uma boy band pop cheia de personalidade, subindo ao palco no momento certo e tendo o seu momento. "Ele também opinou sobre os covers performados na turnê, alegando que ao realizarem os mesmos eles mostraram ter vozes fortes e bem pop. Adams concluiu: Ninguém sabe se eles irão progredir muito além do que uma boy band normal geralmente progride. Mas uma coisa é certa, eles estão fazendo muitas pessoas felizes." Assistindo o show mais uma vez dessa vez em Fairfax no Patriot Center, Chris Richards (The Washington Post) elaborou uma sinopse. Ele escreveu. "Entre o curso de várias músicas, os garotos pareciam estar confortáveis. Sem coreografias bobas que típicas boy band fazem, sem fantasias ridículas, apenas jaquetas letterman, cardigans e khakis. Uma banda de suporte — guitarra, baixo, teclado e bateria — representaram fielmente os instrumentais de quase todas as canções do álbum de estreia do grupo, o Up All Night, assim como de alguns covers incluindo  "Use Somebody" do Kings of Leon e "Torn."
| |  |  |
| One Direction performing "One Thing" (left). Payne, Horan and Tomlinson answering Twitter questions (right). |  |  |

Lars Brandle (Billboard) assistiu novamente o show no BBEC Great Hall em Brisbane. Brandle notou predominantemente a popularidade do grupo: " Ao dizer que a 1D é a boy-band mais quente do cenário pop. Brandle definiu o show como divertido e limpo. Erica Futterman (Rolling Stone) escreveu em um título pelo show no Beacon Theatre em Nova York, "Boy band britânica conta com o vocal e carisma para manter a fã base fiel." Futterman ressaltou as performances acousticas dos garotos, as quais "mostraram a habilidade de Horan em tocar violão, assim como os vocais admiráveis  dos meninos". Futterman concluiu que não foi preciso se preocupar com uma música de fundo ou com algo do tipo, o show foi classificado como experiência agradavel". Jane Stevenson (Canoe.ca) estata que o show no Molson Canadian Amphitheatre em Toronto não teve nenhuma coreografia ou movimentos sincronizados, além de elogiar os garotos pela produção simples e ao mesmo tempo requintada. Melody Lau (National Post) assistiu novamente ao mesmo show. Lau opinou, É fácil se perder em seus penteados perfeitos e em seus estilos, mas no meio de toda essa crush adolescente temos garotos que realmente conseguem cantar." Lau também notou a falta de material original da  One Direction, "o grupo faz uso de covers para encher sua setlist, incluindo Use Somebody do Kings of Leon e Torn de Natalie Imbruglia. Durante o show os garotos pareciam cantar os covers um atrás do outro sem ao menos tentar encaixa los em um mashup, mas as garotas não pareceram se importar com isso."

### Performance comercial
Quando os ingressos para os shows na Irlanda e no Reino Unido começaram a ser vendidos, muitas datas já se encontram esgotadas em fração de minutos. O site Stuff.co.nz'’ alegou que aproximadamente 10,000 ingressos foram vendidos em 10 minutos para os shows em Auckland e Wellington. O Sucesso da banda atravessou o oceano esgotando seus shows na Austrália em menos de 3 minutos. Shows nos Estados Unidos também se esgotaram em minutos.

### Gravação do DVD

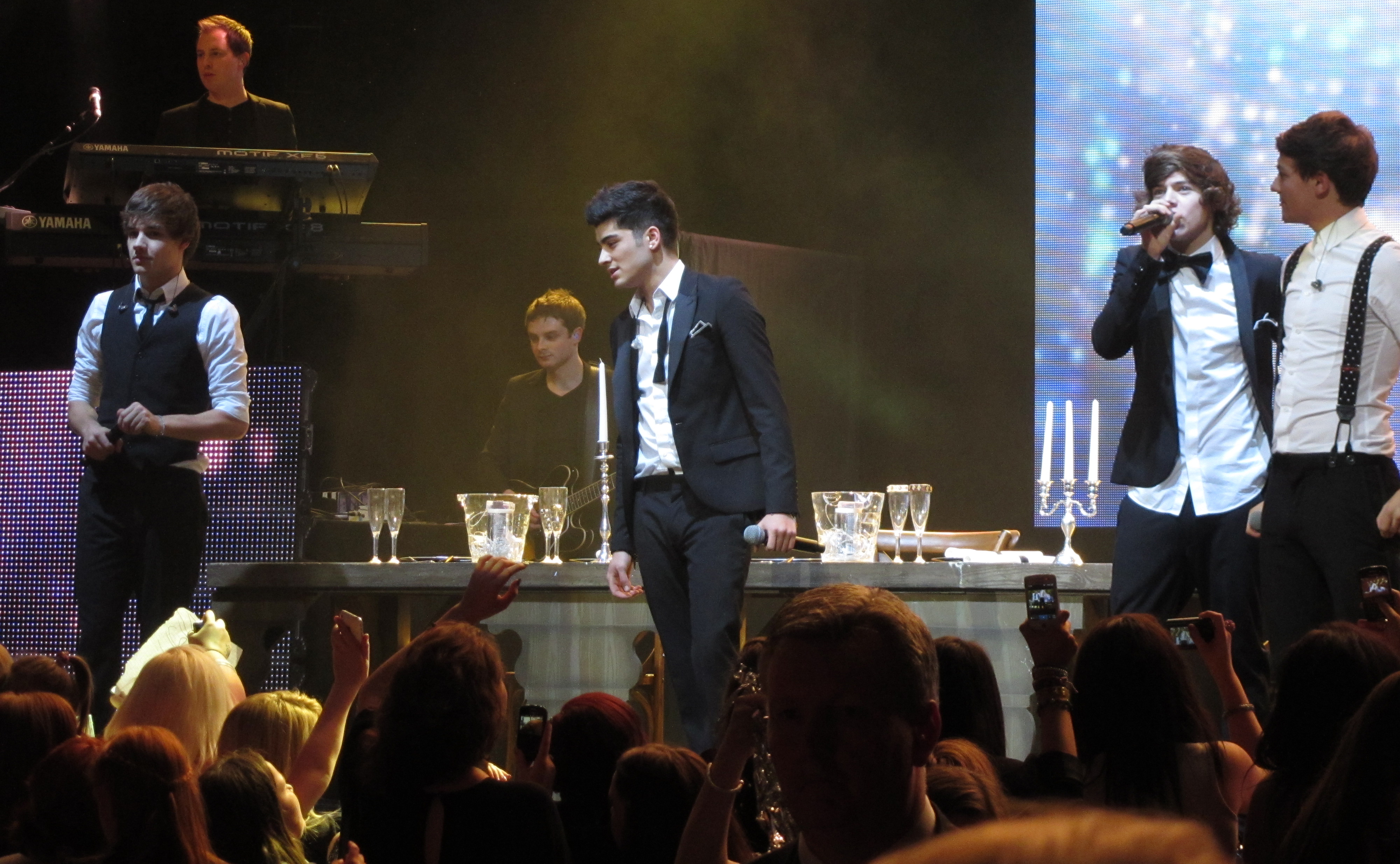
One Direction performando em Glasgow

A gravação da Up All Night Tour aconteceu durante o show de Bournemouth em janeiro de 2012. O  DVD foi lançado em Maio 2012 atingindo a primeira posição em mais de 25 países. Na Austrália, estreou em primeiro lugar na ARIA DVD chart ganhando platina sêxtupla pelos envios de mais de 90,000 unidades em sua primeira semana de vendas. Nos Estados Unidos, estreou em primeiro lugar estabelecendo um record nunca visto na história americana sendo a primeira vez que um DVD vende mais que o álbum número um da Billboard 200. As vendas iniciais também fazem do Up All Night: The Live Tour a maior estreia de DVD de 2012 e a segunda maior dos últimos cinco anos.

## Atos de abertura
- Boyce Avenue (Reino Unido e Irlanda)[15]
- Camryn (América do Norte, algumas datas)[16]
- Justice Crew (Austráia)[17]
- Matt Lonsdale (Reino Unido e Irlanda)[18]
- Annah Mac (Nova Zelândia)[19]
- Manika (América do Norte, algumas datas)[20]
- Olly Murs (América do Norte, algumas datas)[21]
- Johnny Ruffo (Austrália)[17]

## Setlist
1. "Na Na Na"
2. "Stand Up"
3. "I Wish"

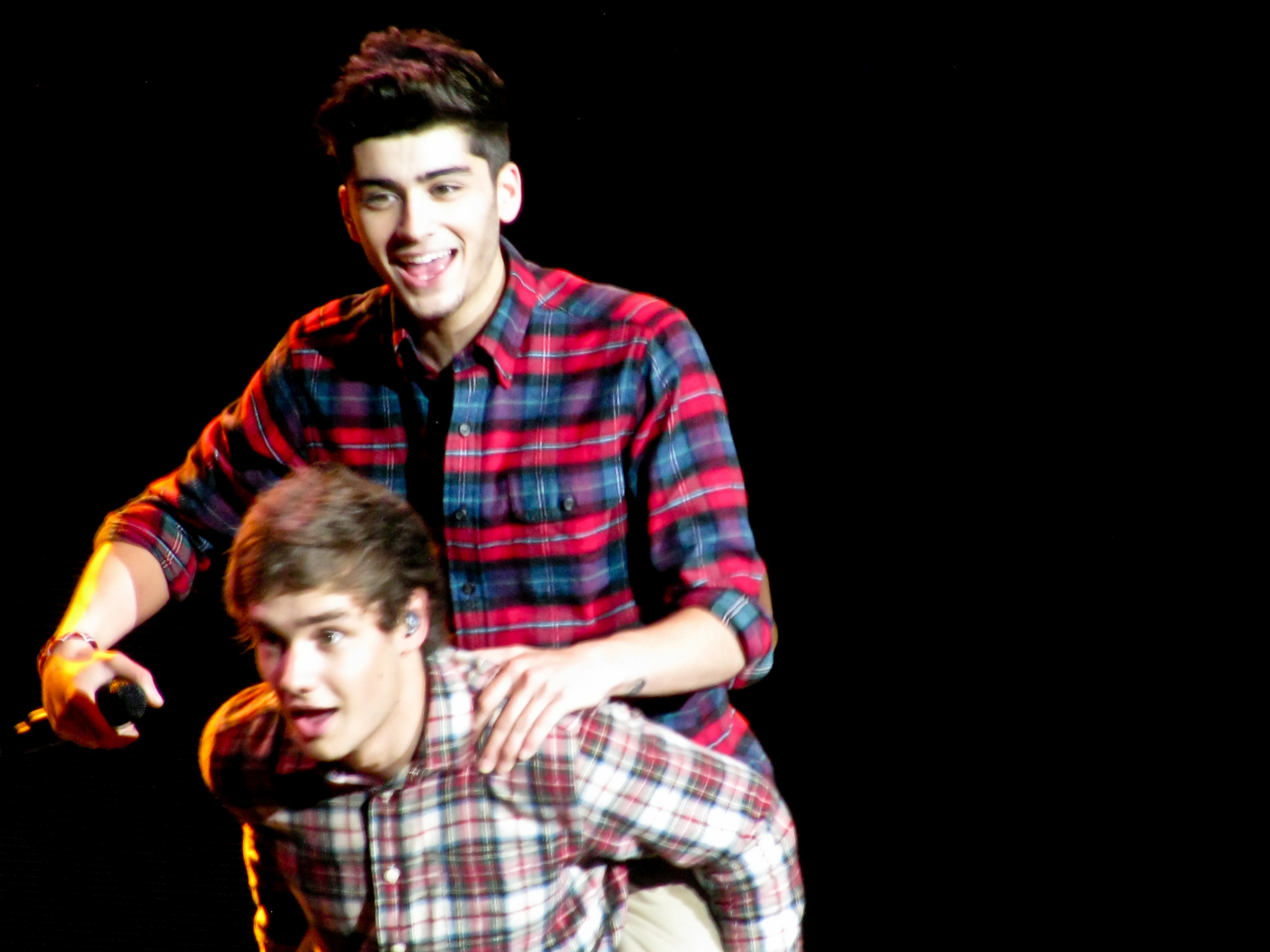
Payne e Malik se apresentando em Toronto

4. Medley: "I Gotta Feeling" / "Stereo Hearts" / "Valerie" / "Torn"
5. "Moments"
6. "Gotta Be You"
7. "More than This"
8. "Up All Night"
9. "Tell Me a Lie"
10. "Everything About You"
11. "Use Somebody"
12. "One Thing"
13. "Save You Tonight"
14. "What Makes You Beautiful"

Encore
1. "I Want"

Fonte:

Notas
- During the concert at the 1-800-ASK-GARY Amphitheatre in Tampa Florida, Horan performed a cover of Ed Sheeran's "The A Team".[22]

- Durante o show do dia 26 de junho, os garotos cantaram Man in the Mirror, de Michael Jackson.

## Datas
| Data                   | Cidade           | País             | Local                            |
| ---------------------- | ---------------- | ---------------- | -------------------------------- |
| Europa                 |                  |                  |                                  |
| 18 de dezembro de 2011 | Watford          | Inglaterra       | Watford Colosseum                |
| 19 de dezembro de 2011 | Westcliff-on-Sea | Inglaterra       | Cliffs Pavilion                  |
| 21 de dezembro de 2011 | Wolverhampton    | Inglaterra       | Wolverhampton Civic Hall         |
| 22 de dezembro de 2011 | Manchester       | Inglaterra       | O2 Apollo Manchester             |
| 23 de dezembro de 2011 | Manchester       | Inglaterra       | O2 Apollo Manchester             |
| 3 de janeiro 2012      | Bournemouth      | Inglaterra       | Bournemouth International Centre |
| 4 de janeiro de 2012   | Birmingham       | Inglaterra       | National Indoor Arena            |
| 5 de janeiro de 2012   | Plymouth         | Inglaterra       | Plymouth Pavilions               |
| 7 de janeiro de 2012   | Nottingham       | Inglaterra       | Nottingham Royal Concert Hall    |
| 8 de janeiro de 2012   | Brighton         | Inglaterra       | Brighton Centre                  |
| 10 de janeiro de 2012  | Londres          | Inglaterra       | HMV Hammersmith Apollo           |
| 11 de janeiro de 2012  | Londres          | Inglaterra       | HMV Hammersmith Apollo           |
| 13 de janeiro de 2012  | Glasgow          | Escócia          | Clyde Auditorium                 |
| 14 de janeiro de 2012  | Glasgow          | Escócia          | Clyde Auditorium                 |
| 15 de janeiro de 2012  | Liverpool        | Inglaterra       | Echo Arena Liverpool             |
| 17 de janeiro de 2012  | Newcastle        | Inglaterra       | Newcastle City Hall              |
| 18 de janeiro de 2012  | Blackpool        | Inglaterra       | Blackpool Opera House            |
| 20 de janeiro de 2012  | Sheffield        | Inglaterra       | Sheffield City Hall              |
| 21 de janeiro de 2012  | Cardiff          | País de Gales    | Motorpoint Arena Cardiff         |
| 22 de janeiro de 2012  | Londres          | Inglaterra       | HMV Hammersmith Apollo           |
| 24 de janeiro de 2012  | Dublin           | Irlanda          | The O2                           |
| 25 de janeiro de 2012  | Belfast          | Irlanda do Norte | Waterfront Hall                  |
| 26 de janeiro de 2012  | Belfast          | Irlanda do Norte | Waterfront Hall                  |
| Oceania                |                  |                  |                                  |
| 13 de abril de 2012    | Sydney           | Austrália        | Hordern Pavilion                 |
| 16 de abril de 2012    | Melbourne        | Austrália        | Hisense Arena                    |
| 18 de abril de 2012    | Brisbane         | Austrália        | BBEC Great Hall                  |
| 21 de abril de 2012    | Auckland         | Nova Zelândia    | Trusts Stadium                   |
| 22 de abril de 2012    | Wellington       | Nova Zelândia    | St. James Theatre                |
| América do Norte       |                  |                  |                                  |
| 22 de maio de 2012     | Uncasville       | Estados Unidos   | Mohegan Sun Arena                |
| 24 de maio de 2012     | Fairfax          | Estados Unidos   | Patriot Center                   |
| 25 de maio de 2012     | East Rutherford  | Estados Unidos   | Izod Center                      |
| 26 de maio de 2012     | New York City    | Estados Unidos   | Beacon Theatre                   |
| 28 de maio de 2012     | Camden           | Estados Unidos   | Susquehanna Bank Center          |
| 29 de maio de 2012     | Toronto          | Canadá           | Molson Canadian Amphitheatre     |
| 31 de maio de 2012     | Toronto          | Canadá           | Molson Canadian Amphitheatre     |
| 1 de junho de 2012     | Detroit          | Estados Unidos   | Fox Theatre                      |
| 2 de junho de 2012     | Rosemont         | Estados Unidos   | Allstate Arena                   |
| 5 de junho de 2012     | Cidade do México | México           | Auditorio Nacional               |
| 6 de junho de 2012     | Cidade do México | México           | Auditorio Nacional               |
| 8 de junho de 2012     | San Diego        | Estados Unidos   | Viejas Arena                     |
| 9 de junho de 2012     | Las Vegas        | Estados Unidos   | Theatre for the Performing Arts  |
| 10 de junho de 2012    | Phoenix          | Estados Unidos   | Comerica Theatre                 |
| 13 de junho de 2012    | San Jose         | Estados Unidos   | Event Center Arena               |
| 14 de junho de 2012    | Oakland          | Estados Unidos   | Paramount Theatre                |
| 16 de junho de 2012    | Los Angeles      | Estados Unidos   | Gibson Amphitheatre              |
| 17 de junho de 2012    | Anaheim          | Estados Unidos   | The Theatre at Honda Center      |
| 23 de junho de 2012    | Dallas           | Estados Unidos   | Gexa Energy Pavilion             |
| 24 de junho de 2012    | The Woodlands    | Estados Unidos   | Cynthia Woods Mitchell Pavilion  |
| 26 de junho de 2012    | Duluth           | Estados Unidos   | Arena at Gwinnett Center         |
| 27 de junho de 2012    | Charlotte        | Estados Unidos   | Time Warner Cable Arena          |
| 29 de junho de 2012    | Tampa            | Estados Unidos   | 1-800-ASK-GARY Amphitheatre      |
| 30 de junho de 2012    | Orlando          | Estados Unidos   | Amway Center                     |
| 1 de julho de 2012     | Fort Lauderdale  | Estados Unidos   | Bank Atlantic Center             |

Cancelamentos e remarcações
| 28 de maio de 2012 | Upper Darby | Tower Theater | Transferido para o Susquehanna Bank Center em Camden, Nova Jérsei |

## Créditos e equipe
(Créditos tirados e adaptados do Tour Book oficial da Turnê.)
| - Paul Higgins (tour manager) - Preston Mahon (security) - Jag Chagger (security) - Karen Ringland (band chaperone) - Niall Horan - Zayn Malik - Liam Payne - Harry Styles - Louis Tomlinson - Kevin the Pigeon - Jon Shone (MD/keys) - Sandy Beales (bass) - Josh Devine (drums) - Dan Richards (guitar) - Hallie Martin (singer) - Water O'Neill de Leon (guest) - Richard Griffiths - Harry Magee - Will Bloomfield for Modest! Management | Josh Devine, o baterista da tourSandy Beales (esquerda), o baixista da tour - Louise Doyle (show creative director) - Paul Roberts (choreographer) - Helene Horlyck (vocal coach) - Andy Saunders (video director/production) - Tom Bairstow (video production) - Rob Derbyshire (video soundtracks) - Matt English (show graphic designer) - Rob Arbuckle (screen 3D visualisations) - Caroline Watson (costume stylist) - Lydia Taylor (costume assistant) - Crystabel Riley (groomer) - Louise Teasdale (groomer) - Mike Clegg (gerente de produção) - Mil Rakic (gerente de palco) - June Jones for Concorde Artiste International(tour accountant) |